# 生态学
生态学（德語：Ökologie），是德国生物学家恩斯特·海克尔于1866年定义的一个概念：生態學是研究生物與其周围环境（包括非生物环境和生物环境）相互关系的科学。德语（最初：Oecologie）是由希腊语词汇 （家）和后缀 （学问）组成的，意思是“研究居住在同一自然环境中的动物（Lebewesen）的学科”，目前已经发展为“研究生物與其环境之间的相互关系的科学”。环境包括生物環境和非生物环境，生物环境是指生物物种之间和物种内部各个体之间的关系，非生物环境包括自然環境：土壤、岩石、水、空气、温度、湿度等。
在1935年英国的Tansley提出了生态系统的概念之后，美国的年轻学者Lindeman在对Mondota湖生态系统详细考察之后提出了生态金字塔能量转换的“十分之一定律”，也就是同一條食物鏈上各營養級之間能量的轉化效率平均大約為百分之十左右。由此，生态学成为一门有自己的研究对象、任务和方法的比较完整和独立的学科。近年来，生态学已经创立了自己独立研究的理论主体，即从生物个体与环境直接影响的小环境到生态系统不同层级的有机体与环境关系的理论。它们的研究方法经过描述——实验——物质定量三个过程。系统论、控制论、信息论的概念和方法的引入，促进了生态学理论的发展。如今，由于与人类生存与发展的紧密相关而产生了多个生态学的研究热点，如生物多样性的研究、全球气候变化的研究、受损生态系统的恢复与重建研究、可持续发展研究等。
生态学是生物学的一个分支，生物学的研究对象向微观和宏观两个方面发展，微观方面向分子生物学方向发展，生态学是向研究宏观方向发展的分支，是以生物个体、种群、群落、生态系统直到整个生物圈作为它的研究对象。生态学也是一个综合性的学科，需要利用地质学、地理学、气象学、土壤学、化学、物理学等各方面的研究方法和知识，是将生物群落和其生活的环境作为一个互相之间不断地进行物质循环和能量流动的整体来进行研究。

## 综合层次，范围和组织的规模

### 生态学分支
生态学也有自己的分支，依照研究对象分为：
- 植物生态学
- 动物生态学
- 微生物生态学

按照组织层次可分为：
- 个体生态学（autoecology） - 研究一个生物个体或一种生物多个个体与环境之间的关系；
- 种群生态学 - 研究一种或亲缘关系较近的几种生物种群与环境之间的关系；
- 群落生态学（synecology） - 研究生活在同一环境中的所有生物与环境之间的关系；
- 景观生态学
- 全球生态学

依据研究问题的不同可分为：
- 基础生态学
- 应用生态学

按照研究途径可分为：
- 理论生态学
- 实证生态学

而生态学在自然学科的基础之上又把其研究方法与领域扩展到社会科学之中：
- 文化生态学 - 研究文化的集群和竞争的环境对于文化进程的影响与推动作用。

### 生物多样性
生物多样性是一个区域中基因、物种和生态系统的总和。一个生态系统内，组成的成分越多样，能量和物质流动的途径越复杂，食物链网的组成越错综，生态系统自动调节恢复稳定状态的能力越强；成分越单调、结构越简单，应对环境变化的能力越低。因此生物多样性也是衡量一个区域环境状况的指标。
- 遗传多样性：一个物种中基因的多样性，同一物种的种群和个体中基因存在变异。
- 物种多样性：物种间的多样性。
- 生态多样性：更高组织层次——生态——的多样性（基因最终贡献的不同过程中的丰度）。

### 動物棲地

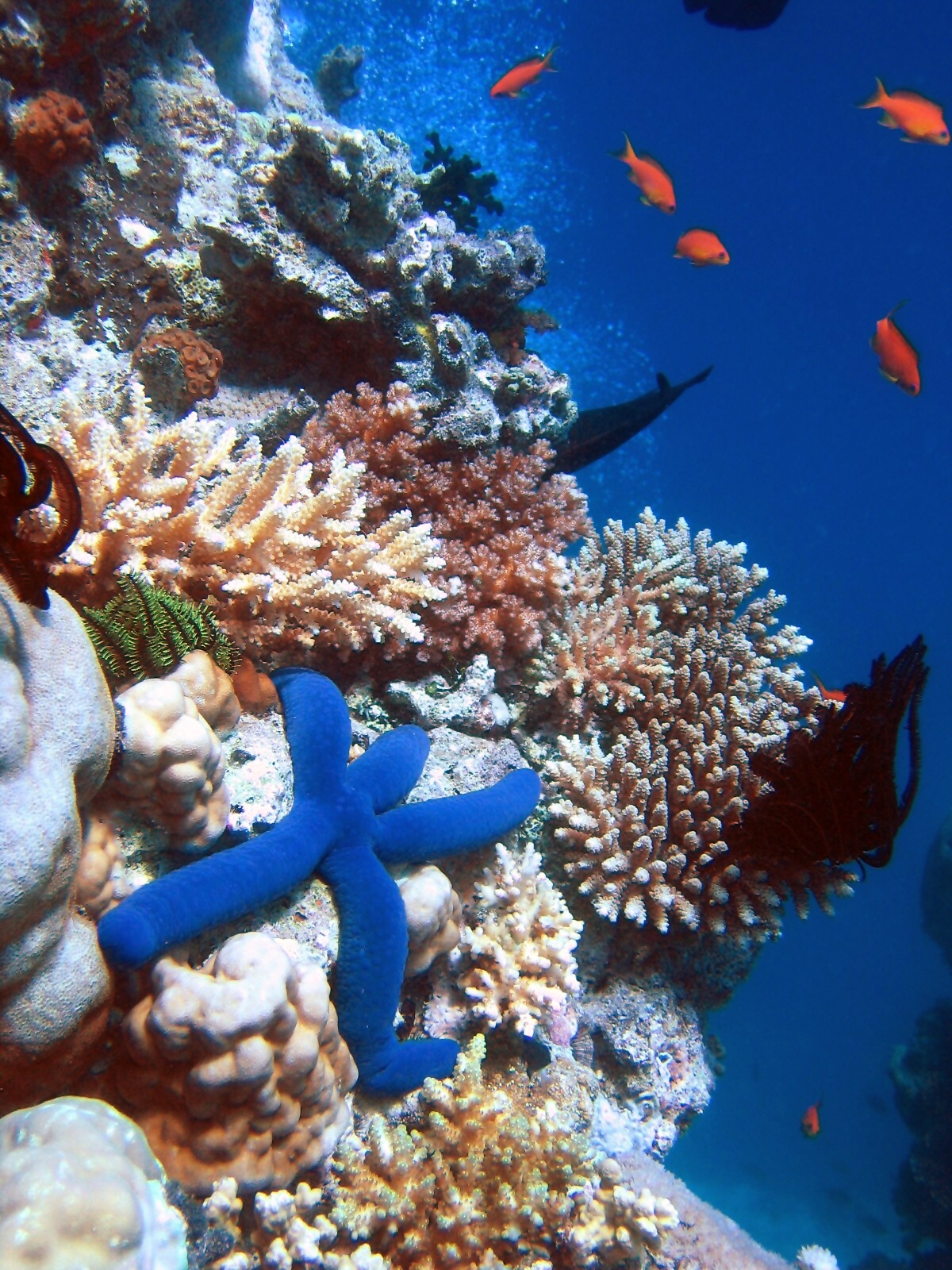
珊瑚礁的生物多样性。珊瑚适应并形成碳酸钙骨骼改变他们的环境。这提供了后代的生长条件，形成了一个许多其它物种的动物栖地。

### 生态位
生态位的定义可以追溯到1917年，但乔治·伊夫林·哈钦森通过引入一个广泛采用的定义在1957年做出了概念上的进展："一套生物和非生物条件的集合, 以使得物种能够坚持并保持稳定的种群规模。"。生态位是生物的生态学的核心概念，并被细分为基础的和已实现的生态位。 基础生态位是物种能够持续存在的一系列环境条件。 已实现的生态位是物种持续存在的一系列环境加生态条件。哈钦森生态位在技术上被定义为“欧几里德的超空间，其維度被定义为环境变量，其大小是环境值可以假定的有机体具有正适应性的值的数量的函数。”

### 生物群系
生物群系(Biome)是较大的组织单位，主要根据植被的结构和组成对地球生态系统的区域进行分类。

### 生物圈
从生态学角度来看，地表从地下11公里到地上15公里高度是由岩石圈、水圈和大气圈组成的，在三个圈交汇处存在着生物圈，绝大部分生物是生活在地下100米到地上100米之间。
生物最早是从水圈产生的，逐渐向深水发展，由于大气中氧气含量增加，在大气圈最外层因为宇宙射线的作用，氧分子重组形成臭氧层，臭氧层可以阻止危害生命的紫外线进入大气层，使得生物可以脱离水圈向陆地发展。陆地环境不同区域差异较大，为了适应环境，生物发展出许多不同种类。
能量在不同的圈内流动，绿色植物吸收太阳光能，转换成化学能贮存，动物取食植物吸收植物的能量，太阳能絕大部分被大气圈、水圈和岩石圈吸收，增加温度，造成风、潮汐和岩石的风化裂解。地球本身的能量表现在火山爆发、地震中，也不断地影响其他各圈。能量的主要来源是太阳，在地球中不断地被消耗。
物质则可以各圈内循环，而没有多大的消耗，以二氧化碳形式存在的碳被植物吸收，经植物和动物的呼吸作用排出，被动植物固定在体内的水、钙和其他微量元素，一旦死亡会重新分解回到其他自然圈，有可能积累形成化石矿物。如植物遗骸形成煤、动物遗骸形成石油、硫细菌遗骸形成硫磺矿等。

### 生态系统生態學

#### 生态系统
在自然界一定范围或区域内，生活的一群互相依存互相牵制的生物（包括动物、植物、微生物等）和当地的自然环境一起组成一个生态系统。生态系统裡的非生物因子（例如空氣、水及土壤等）與其間的生物之间具交互作用，当其中一分子发生了变化，其他分子也会受牵连而被影响，但生态系统内的物质循环和能量流动会达到一个动态平衡。生态系统大小不一，多种多样，小到一滴湖水、一个独立的小水塘、热带雨林中一棵大树；大到一片森林、一座山脉、一片沙漠都可以是一个生态系统。
一个生态系统具有自己的结构，可以维持能量流动和物质循环；地球上无数个生态系统的能量流动和物质循环，汇合成整个生态圈的总能量流动和物质循环。一个生态系统内各个物种的数量比例、能量和物质的输入与输出，都处于相对稳定的状态；当环境因素变化，生态系统有自我调节恢复稳定状态的功能。如果环境因素缓慢的变化，原有的生物种类会逐渐让位给新生的，更适应新的环境条件的物种，这叫做生态演替；但如果环境变化太快，生物来不及演化以适应新的环境，则造成生态平衡的破坏。
生态系统之间并不是完全互相隔绝的，有的物种游动在不同的生态系统之间，每个生态系统和外界也有少量的物质能量交换。人类会创造人工生态系统，如农田的单一物种，城市的生态系统，都是人工创造的，人工生态系统一离开人类的维护，就会破坏，恢复到自然状态。

#### 食物网

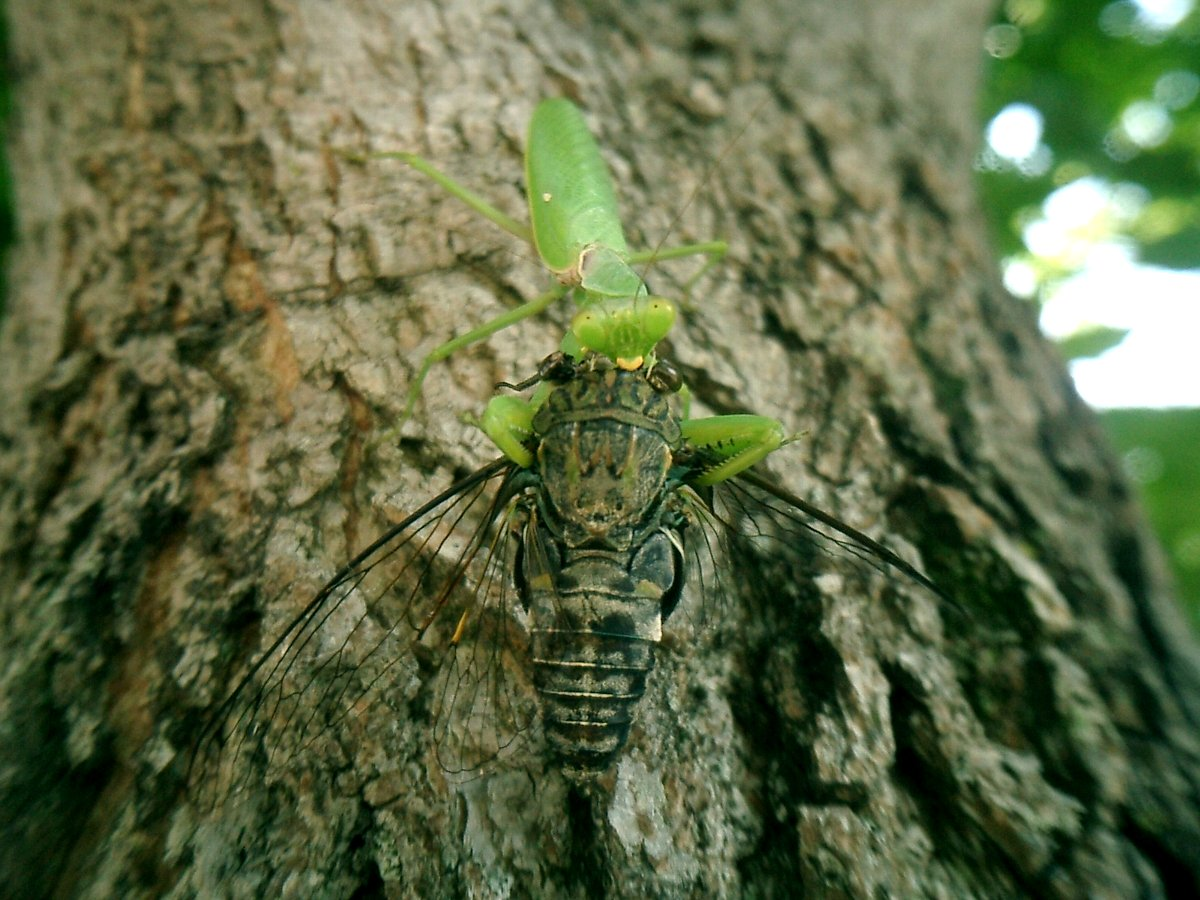
食物链的例子：螳螂捕蟬

一切生物都是通过从外界摄取能量和物质以维持生命的，生态系统中的能量和物质流动正是通过各种生物摄取食物的方式形成的，而这种将各种生物联系到一起的能量和物质流动的链条则叫做食物链。食物链这个词是英国动物学家查爾斯·艾爾頓（C.S. Elton）于1927年首次提出的，据他自己说是受到中国俗语“大鱼吃小鱼，小鱼吃虾米”的启发。
食物链包括几种类型：捕食性、寄生性、腐生性、碎食性等，如果一种有毒物质被食物链的低级部分吸收，如被草吸收，虽然浓度很低，不影响草的生长，但兔子吃草后有毒物质很难排泄，当它经常吃草，有毒物质会逐渐在它体内积累，鹰吃大量的兔子，有毒物质会在鹰体内进一步积累。因此食物链有累积和放大的效应。美国国鸟白頭海鵰之所以一度面临灭绝，并不是被人捕杀，而是因为DDT逐步在它体内积累，导致生下的蛋是软壳，无法孵化。一个物种灭绝，就会破坏生态系统的平衡，导致其物种数量的变化，因此食物链对环境有非常重要的影响。
实际在自然界中，每种动物并不是只吃一种食物，而是吃多种的食物，因此会形成一个复杂的食物网。

#### 關鍵種

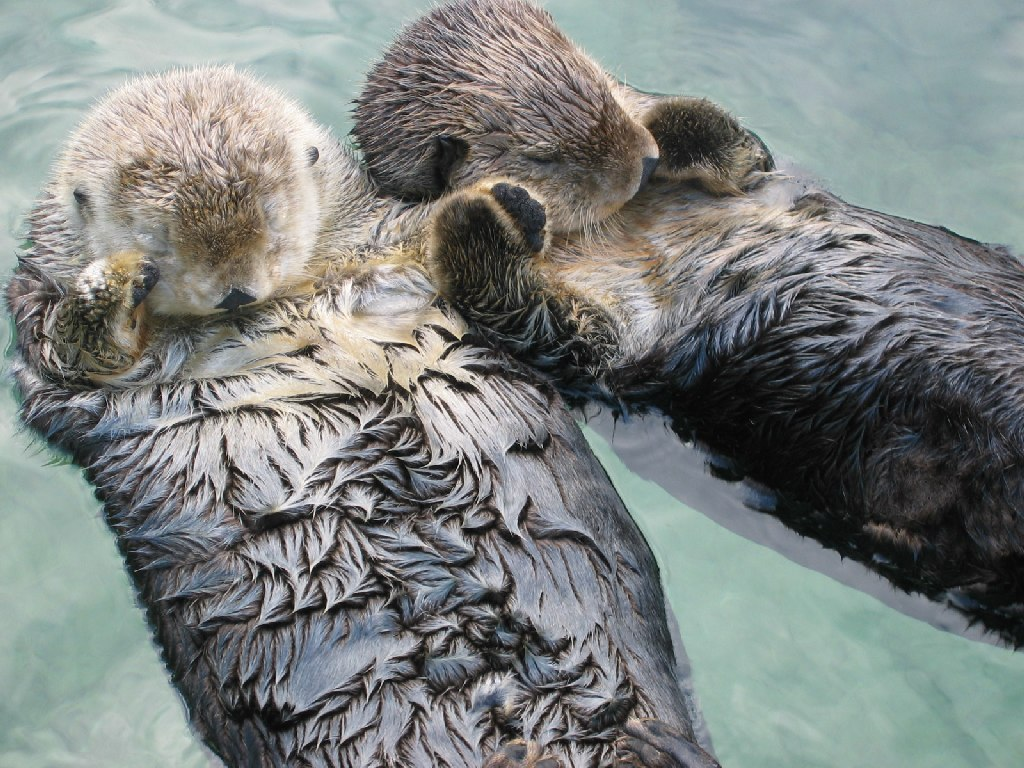
海獭是一种关键物种。

关键种是指对环境的影响与其生物量不成比例的物种。这些物种对保持生态群落的结构起着重要的作用，它们影响着生态系统中其他许多生物，并决定了群落中各种物种的种类与数量。关键物种在生态系统中的作用类似于拱心石在拱中的作用。如果失去关键物种，生态系统就会经历剧烈的变化，尽管从生物量或生产力来衡量其只占了生态系统的一小部分。

## 生态系统的营养级与生产量
生态系统中包括有不同营养级的生物体，主要有：

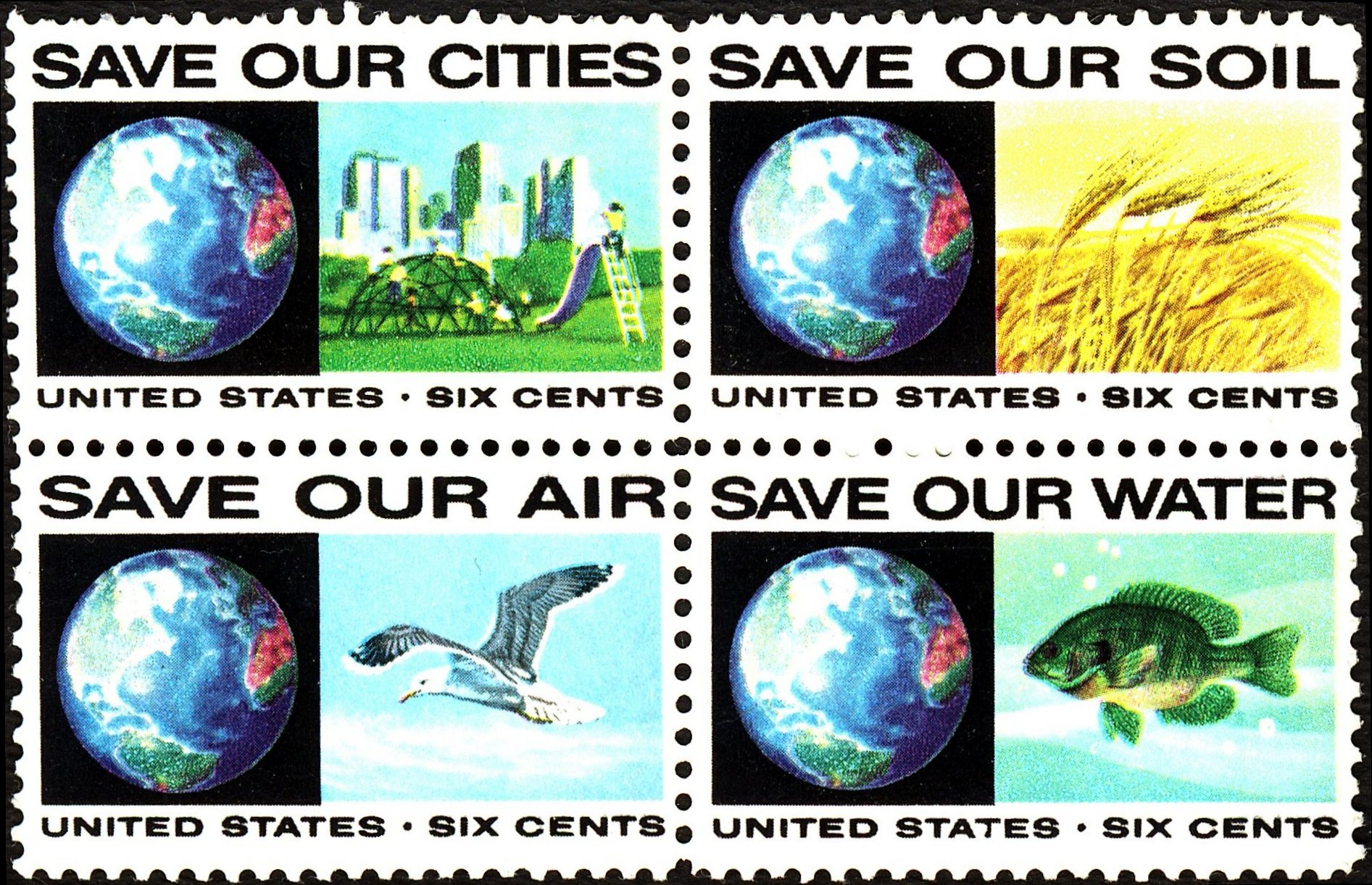
美国的保护生态邮票

- 生产者——从阳光中摄取能量的绿色植物，是「第一性生产者」；

- 消费者——取食植物和其他动物的生物；消費者可以依照所食用的對象來區分為：
  - 以生產者為食的“初級消費者”
  - 以草食性動物為食的“次級消費者”

以此類推依循食物鏈的順序來推斷，次級以上的可能為肉食或是雜食消費者。
  - 還有“清除者”為吃動物屍體或排泄物的消費者，與下列分解者不同，無法像分解者將物質運回大自然。只將屍體或排泄物變更為容易分解。

- 分解者——分解動植物尸体的微生物，还原为矿物质和水；和消费者共同算做「第二性生产者」。

从阳光的能量中转换多少生物量为系统的生产量，主要指第一性生产者的有机物总量，不同自然条件的生产量不同，沙漠和海洋生态系统的生产量最低，每昼夜只有不到0.1-0.3克/平方米，热带雨林则可以达到每昼夜10-20克/平方米。生产量大的生态系统则可以维持更多的生物存在，其自我调节能力也更强；生产量少的生态系统自我调节能力极低，生态系统则非常脆弱，经不起条件的变化和外界的破坏。

## 生态危机

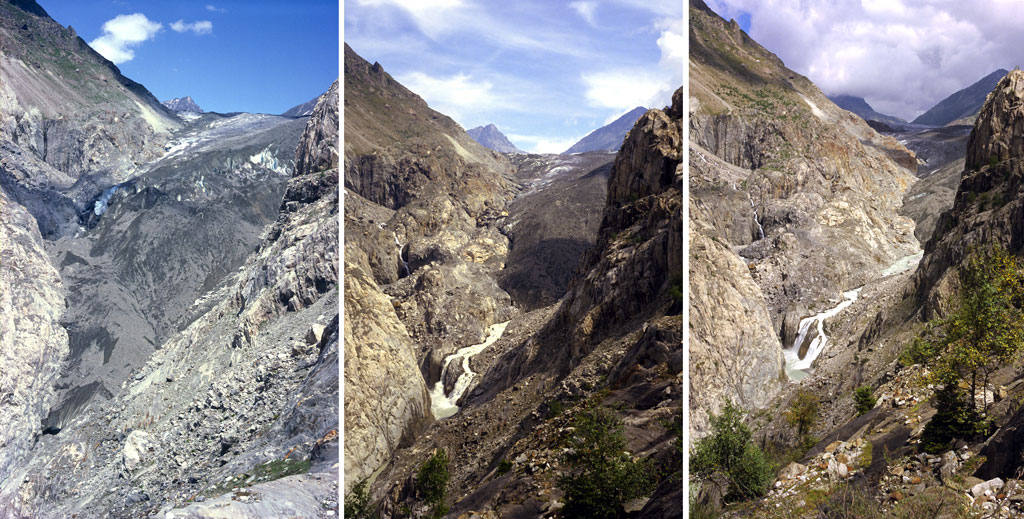
受全球暖化影響，在瑞士阿爾卑斯山的阿萊奇冰川正在不斷後退

在自然条件下，由于环境的变化，会出现生态系统的演替。但如果变化过快，也会出现大量物种灭绝的危机，如恐龙在不到一万年的时间内全部灭绝；火山爆发造成当地生态系统的灭绝，都是生态危机。但最常见的是由于人类活动造成的局部地区的生态系统严重破坏，多处生态系统的破坏导致整个生态圈的结构和功能紊乱，最终会威胁人类本身的生存和发展。
生态危机的潜伏期不易被人们发现，一旦形成则很难再恢复，需要付出多年的努力和几十倍到几百倍的代价才能消除危机的影响。由于滥垦滥牧，在美国、苏联、中国都出现过“黑风暴”现象，水土流失、沙漠扩大、水源枯竭、气候异常、森林消失等生态危机都是由于人类不适当的活动造成的。生态危机造成的物种灭绝则永远也无法恢复，目前人类造成的生态危机还包括全球变暖、酸雨、臭氧层破坏，已经造成全球性的生态危机，全球生态危机已经威胁到90%以上的生物物种。
生态危机的概念最早出现在1972年罗马俱乐部的一份报告的第一页，科学家将人类所遭遇过的历次生态危机做过划分，其时间跨度从史前直到现代，并且对未来做出了预测。
| 编号 | 名称                     | 时间                   | 原因                                 | 解决途径                                   |
| ---- | ------------------------ | ---------------------- | ------------------------------------ | ------------------------------------------ |
| 1    | 史前期干旱化             | 公元前300万年          | 气候干旱化                           | 类人猿出现                                 |
| 2    | 采集资源贫乏化           | 公元前3万至5万年       | 采集资源不足                         | 栽培植物的生物建设措施                     |
| 3    | 过度狩猎大型动物         | 公元前1万至5万年       | 人类狩猎                             | 原始农业、畜牧业                           |
| 4    | 灌溉土地荒废             | 公元前5世纪到公元1世纪 | 粗放灌溉导致土地资源减少、土壤盐碱化 | 非灌溉土地                                 |
| 5    | 植物资源与产品不足       | 18世纪中期到19世纪中期 | 土地资源减少、技术落后               | 工业革命、新农业技术                       |
| 6    | 全球性环境污染、资源枯竭 | 20世纪中后期           | 过度资源利用、多种技术排放           | 能源供给技术、清洁生产、生态化措施         |
| 7    | 全球性热动力污染         | 已经开始               | 全球气候变化                         | 限制能源利用、预防温室效应、寻求生态化途径 |
| 9    | 全球生态稳定性破坏       | 预测                   | 全球生态系统平衡破坏                 | 生态价值优先                               |